# Liste der Baudenkmäler in Karlshuld
Auf dieser Seite sind die Baudenkmäler in der oberbayerischen Gemeinde Karlshuld zusammengestellt. Diese Tabelle ist eine Teilliste der Liste der Baudenkmäler in Bayern. Grundlage ist die Bayerische Denkmalliste, die auf Basis des Bayerischen Denkmalschutzgesetzes vom 1. Oktober 1973 erstmals erstellt wurde und seither durch das Bayerische Landesamt für Denkmalpflege geführt wird. Die folgenden Angaben ersetzen nicht die rechtsverbindliche Auskunft der Denkmalschutzbehörde.
 Die Liste gibt den Fortschreibungsstand vom 13. August 2016 wieder und umfasst fünf Baudenkmäler.

## Baudenkmäler nach Gemeindeteilen

### Karlshuld
| Lage                            | Objekt                              | Beschreibung                                                                                         | Akten-Nr.             | Bild                               |
| ------------------------------- | ----------------------------------- | --- | --------------------- | ---------------------------------- |
| Augsburger Straße 29 (Standort) | Evangelisch-lutherisches Pfarrhaus  | Freistehender zweigeschossiger Walmdachbau mit Ecklisenen und Gurtgesims, 1927.                      | D-1-85-139-3 Wikidata | BW                                 |
| Augsburger Straße 31 (Standort) | Evangelisch-lutherische Pfarrkirche | Saalkirche mit Dachreiter, 1846; mit Ausstattung.                                                    | D-1-85-139-2 Wikidata | weitere Bilder                     |
| Hauptstraße 23 (Standort)       | Ehemaliges Kloster, jetzt Gasthaus  | Dreigeschossiger Satteldachbau mit zwei Seitenrisaliten und Portalarchitektur, Ende 19. Jahrhundert. | D-1-85-139-4 Wikidata | Ehemaliges Kloster, jetzt Gasthaus |
| Hauptstraße 63 (Standort)       | Katholische Pfarrkirche St. Ludwig  | Neuromanischer Saalbau, errichtet nach Plänen Friedrich von Gärtners, 1832–35; mit Ausstattung.      | D-1-85-139-1 Wikidata | weitere Bilder                     |

### Kleinhohenried
| Lage                         | Objekt         | Beschreibung                                                                                  | Akten-Nr.             | Bild |
| ---------------------------- | -------------- | --------------------------------------------------------------------------------------------- | --------------------- | ---- |
| Kleinhohenried 40 (Standort) | Kolonistenhaus | Eingeschossiges Wohnstallhaus mit Zwerchhaus und Satteldach, drittes Viertel 19. Jahrhundert. | D-1-85-139-6 Wikidata | BW   |